# 中山三屋
中山 三屋（なかやま みや、1840年10月20日（天保11年9月25日） - 1871年8月7日（明治4年6月21日））は、幕末から明治時代初期にかけての勤王女流歌人。名は宮、みやとも表記される。

## 生涯
中山三屋は、周防国都濃郡加見村（現・山口県周南市上村）の農家・戸倉恭輔の娘とされている。父の恭輔（後名は中山忠道）は農家の出身だが、志を立て江戸に出て幕臣となり、士籍に列した。一時は南部家に仕えていたが後に京都へ移り、大納言中山忠能に仕えて中山家奥女中の室谷民子を妻にめとり、三屋は京都三条丸太坊の寓居で生まれた。
三屋は京都で暮らし、6歳で歌会に出て、のち桂園派の香川景恒の門下として活躍した。13歳の時、1853年1月2日（嘉永5年11月23日）に母の民子が死去し、翌年14歳で京都曇華院にて出家、富小路蛸薬師に居住した。慶応3年10月には大政奉還を見届け、28歳の時、五畿山陽九州の旅に出た。三屋は和歌の道だけでなく、幕末動乱の世にあって、尼姿で関西・中国地方の豪商や勤王家らと交際し、各地の情報を収集して中山忠能に送った。九州巡歴の途中で腸の病を患い、周防富田への帰路、防府宮市の末松軍平邸で看病を受けたが、その甲斐もなく明治4年6月21日、32歳で死去した。遺骸は富田の戸倉家に送られ、富田の善宗寺の墓地に埋葬された。ただし、檀那寺は富田の称名寺である。称名寺の過去帳に「堀誉智玄大姉　明治4年6月21日、中山三屋」と記されている。1970年（昭和45年）6月には三屋の百年祭が開催された。

## 著作
- 『旅日記』
- 『浮木廼亀』（うきぎのかめ） - 中山三屋子遺稿の副題がある。三屋の三33回忌追善集として刊行された歌集[注釈 2]。